# Hannes Ignatius
Johannes (Hannes) Ferdinand Ignatius, född 8 oktober 1871 i Helsingfors, död 3 mars 1941 där, var en finländsk militär. Han var son till Karl Ferdinand Ignatius.
Ignatius tog examen vid Finska kadettkåren i Fredrikshamn 1892, och genomgick från 1896 till 1899 generalstabsakademin i Sankt Petersburg. Därefter tjänstgjorde han vid Finska dragonregementet fram till 1902, då den upplöstes. 
Ignatius ägnade sig därefter åt affärsverksamhet, och anslöt sig till aktivisterna och var från 1915 till 1917 ordförande i militärkommittén. Vid finska inbördeskrigets utbrott blev han i chef för frikårerna i den vita armén som intog Uleåborg 3 februari 1918, och därefter generalkvartermästare i överbeäflhavarens stab. Mellan 1918 och 1919 tjänstgjorde han som generalstabschef, blev generalmajor 1918 och var mellan 1919 och 1920 som inspektör för krigsskolorna.
Ignatius var även ledamot av värnpliktskommittén 1920 och huvudredaktör för kommittén för utgivande av frihetskrigets historia och utgav C. G. Mannerheim (1918) och tillsammans med K. Soikkeli Frihetskriget i Finland år 1918 (1924).
År 1928 blev han generallöjtnant.